# SN 1973D
SN 1973D – supernowa odkryta 30 stycznia 1973 roku w galaktyce NGC 3570. W momencie odkrycia miała maksymalną jasność 17,00m.